# Elaeocarpus williamsianus
Elaeocarpus williamsianus là một loài thực vật có hoa trong họ Côm. Loài này được Guymer mô tả khoa học đầu tiên năm 1983.